# Julee Cruise
Julee Ann Cruise (Creston (Iowa), 1 december 1956 – Pittsfield (Massachusetts), 9 juni 2022) was een Amerikaans actrice en zangeres.

## Biografie
Julee Ann Cruise studeerde hoorn en werkte later als zangeres en actrice in New York, waar ze componist Angelo Badalamenti ontmoette. Badalamenti was op dat moment bezig met de soundtrack voor de film Blue Velvet van regisseur David Lynch en vroeg Cruise om een nummer van deze soundtrack in te zingen; "Mysteries of Love".
Verdere samenwerking met Badalamenti en Lynch leidde tot het debuutalbum Floating Into the Night van Cruise. Van het album verschenen de nummers The Nightingale, Into The Night en Falling een jaar later ook op de soundtrack van de televisieserie Twin Peaks. In de serie en de daaropvolgende film Twin Peaks: Fire Walk With Me verscheen Cruise tevens als zangeres in de lokale bar Roadhouse. Falling werd populair in de ambient house scene die op dat moment floreerde en werd in 1991 zowel in het vroege voorjaar als in het najaar een Top 40 hit in Nederland. Verder samplede The KLF het voor hun plaat Build A Fire en zette The Orb het nummer op zijn Back to Mine-verzamelaar als inspiratiebron. Eerder had ze ook meegewerkt aan de door Lynch geregisseerde musical Industrial Symphony No. 1, die in 1989 in New York werd opgevoerd.
Ook op het album The Voice of Love uit 1993 werkte Cruise samen met Badalamenti en Lynch. In de jaren negentig toerde ze verschillende keren met de groep The B-52's. Ze viel in voor zangeres Cindy Wilson, die zich tussen 1990 en 1994 op haar gezinsleven concentreerde. Ook werkte Cruise mee aan de soundtrack van de film Until the End of the World van regisseur Wim Wenders en acteerde ze in enkele musicals. In 1999 zong ze voor de dancegroep Hybrid het nummer If I Survive. In 2002 verscheen een derde album; The Art of Being a Girl. Ze deed ook diverse bijdragen aan het album Deep van het project Ror-Shak. In 2020 werkt ze samen met houseproducer Eric Kupper op de single My Blue Yonder / Satisfied.
Julee Cruise was getrouwd met auteur en redacteur Edward Grinnan. Ze maakte in 2018 bekend aan systemische lupus te lijden. Ze overleed in 2022 op 65-jarige leeftijd als gevolg van zelfmoord. Volgens haar echtgenoot leed Cruise naast lupus ook aan depressies.

## Discografie
- Floating Into the Night (1989)
- The Voice of Love (1993)
- The Art of Being a Girl (2002)
- My Secret Life (2011)